# Malu (stacja metra)
Malu (chiń. 马陆站) – stacja metra w Szanghaju, na linii 11. Zlokalizowana jest pomiędzy stacjami Nanxiang oraz Jiading Xincheng. Została otwarta 31 grudnia 2009.